# 嵐小六 (3代目)
三代目 嵐 小六（あらし ころく、寛保元年（1741年）- 寛政8年3月29日（1796年5月6日））は江戸時代中期の歌舞伎役者。屋号は吉田屋。俳名に珉子・珉獅・小七。
五代目嵐三右衛門の子。嵐岩次郎から初代嵐雛助と改名。「雛助」の名跡は、父が二代目市川團十郎から譲られた俳名から付けた。宝暦2年（1752年）大坂三枡座『名古屋織雛鶴錦』で初舞台を踏み、このときの所作事が大好評となる。以後は順調に活躍。天明6年（1786年）叶雛助と改名。寛政5年（1793年）11月大坂淺尾文吉座『太平記忠臣講釈』で三代目嵐小六を襲名。これと同時に長男に嵐雛助を二代目として継がせる。「小六玉」の愛称で人気を集め、三都随一無類と評されたが、舞台稽古中に倒れ帰らぬ人となった。
所作に優れ、多くの役をこなしたが、肥満体で上品な芸であったので公家悪や天下をねらう謀反人を得意とし、『釜淵双級巴』の石川五右衛門や『天満宮菜種御供』の藤原時平などが生涯の当たり役だった。特に時平の演出では、大宰府に左遷される菅丞相に最後まで同情的な善人を装いながら、ひとたび彼が都を後にするのを見ると裏でその失脚を計った大悪人の本性を現し、こらえきれずに幾通りもの高笑いをして幕が引かれるという近代的なもので、これが通称の「時平の七笑」とともに今日に伝わることになった。石川五右衛門では、歌舞伎史上初めて尻をまくって花道を引っ込んだが、小六の身についた所作の美しさは尻を出しても絵になるほどだったという。
子に二代目嵐雛助・四代目嵐小六・三代目嵐雛助・五代目嵐小六が、門人には六代目嵐三右衛門・七代目嵐三右衛門などがおり、後継者に恵まれたことで上方歌舞伎に一大勢力を築いた。